# Ericaceae
Ericaceele (Ericaceae) sunt o familie de plante superioare angiosperme din ordinul Ericales, care cuprinde arbuști și subarbuști larg răspândiți în zona temperată holarctică, mai ales în etajul montan-alpin și în tundră, dar și în sudul Africii și în munții din zona tropicală. Flora României conține 8 genuri cu 15 specii de ericacee spontane (ruginare, strugurii ursului, coacăză, iarbă neagră, azalee, răchițele, afin, merișor).

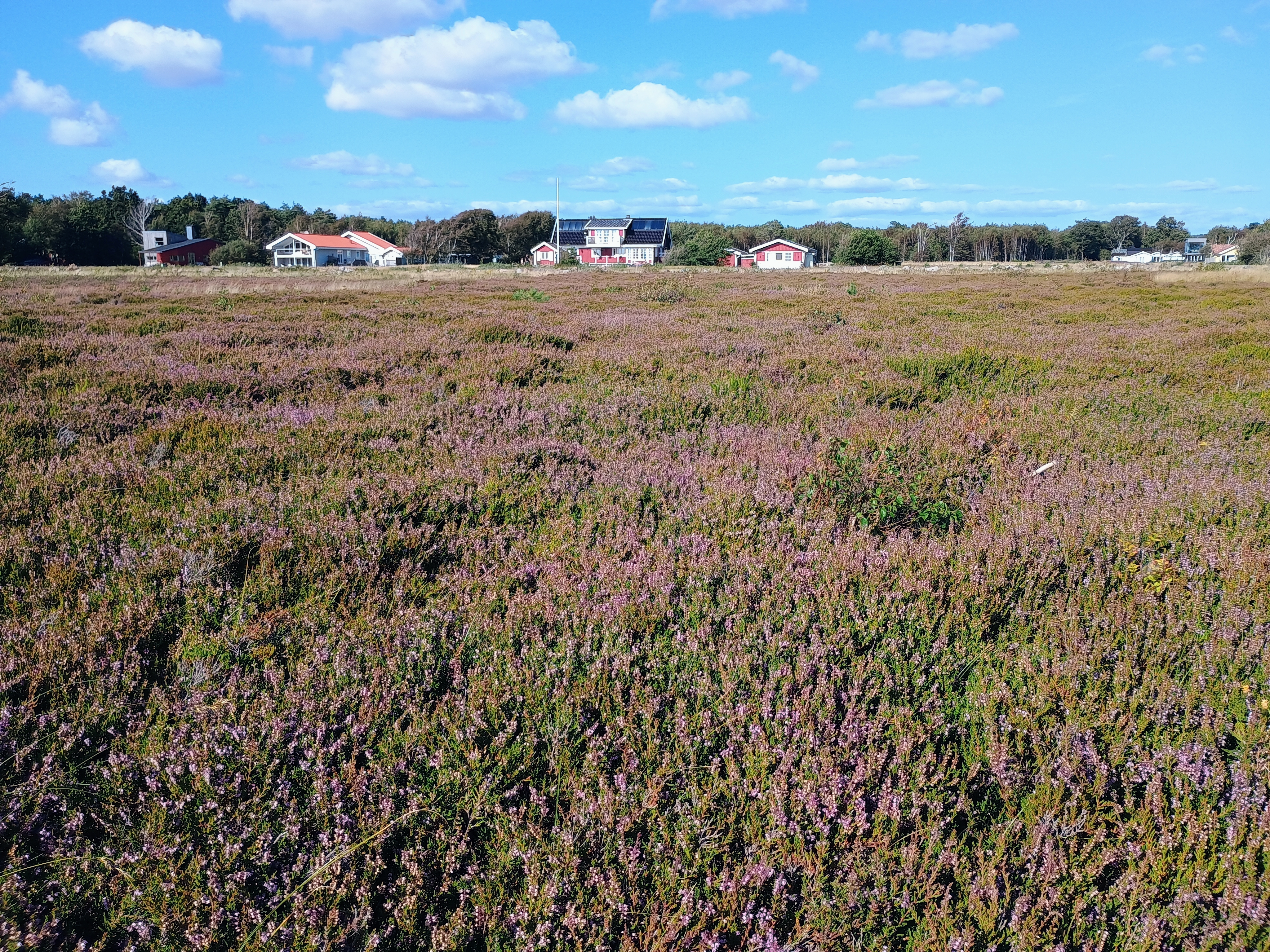

## Specii din România
Flora României conține 8 genuri cu 15 specii spontane: 
- Andromeda
  - Andromeda polifolia – Ruginare
- Arctostaphylos
  - Arctostaphylos uva-ursi – Strugurii ursului
- Bruckenthalia
  - Bruckenthalia spiculifolia – Coacăză
- Calluna
  - Calluna vulgaris – Iarbă neagră, Mărtăloagă
- Loiseleuria
  - Loiseleuria procumbens – Azalee pitică
- Oxycoccus
  - Vaccinium microcarpum (Oxycoccus microcarpus) – Răchițele mărunte
  - Vaccinium oxycoccos (Oxycoccus palustris) – Răchițele
- Rhododendron
  - Rhododendron indicum – Azalee
  - Rhododendron myrtifolium (sin. Rhododendron kotschyi) – Smirdar, Smârdar, Bujorul de munte
  - Rhododendron simsii – Azalee
- Vaccinium
  - Vaccinium corymbosum – Afin american, Afinul de cultură
  - Vaccinium myrtillus – Afin, Afin negru
  - Vaccinium uliginosum – Afin vânăt, Afin de mlaștină
  - Vaccinium vitis-idaea – Merișor

## Subfamilii
- Enkianthoideae
- Pyroloideae
- Monotropoideae
- Arbutoideae
- Cassiopoideae
- Ericoideae
- Harrimanelloideae
- Styphelioideae
- Vaccinioideae

## Genuri
- Agapetes
- Andromeda
- Arbutus
- Arctostaphylos
- Arctotus
- Befaria
- Bruckenthalia
- Calluna
- Cassiope
- Cavendishia
- Chamaedaphne
- Daboecia
- Enkianthus
- Erica
- Gaultheria
- Kalmia
- Kalmiopsis
- Ledum
- Leiophyllum
- Leucothoe
- Loiseleuria
- Lyonia
- Macleania
- Menziesia
- Oxydendrum
- Pernettya
- Phyllodoce
- Pieris
- Rhododendron
- Rhodothamnus
- Vacciniu
- Zenobia